# 查格利亞區
9°50′27″S 75°53′52″W / 9.8408°S 75.8978°W
查格利亞區（西班牙語：Distrito de Chaglla），是秘魯的一個區，位於該國中部瓦努科大區的帕奇特阿省，始建於1918年11月29日，面積664.5平方公里，海拔高度3,000米，2005年人口8,854，人口密度每平方公里13人。